# Campeonato Mundial de Natación de 2009 – 50 metros braza femenino
La prueba de 50 metros braza femenino en el Campeonato Mundial de Natación de 2009 se realizó el 1 y 2 de agosto de 2009 en el Foro Itálico de Roma, Italia.

## Récords
| Récord mundial        | Récord mundial   | Récord mundial | Récord mundial      |
| --------------------- | ---------------- | -------------- | ------------------- |
| Amanda Reason         | Montreal, Canadá | 30,23          | 8 de julio de 2009  |
| Récord del campeonato |                  |                |                     |
| Jade Edmistone        | Montreal, Canadá | 30,45          | 31 de julio de 2005 |

## Resultados

### Semifinales
| Pos. | Nombre              | País           | Tiempo | Serie | Calle | Notas |
| ---- | ------------------- | -------------- | ------ | ----- | ----- | ----- |
| 1    | Sarah Katsoulis     | Australia      | 30,33  | 2     | 5     |       |
| 2    | Moniek Nijhuis      | Países Bajos   | 30,38  | 1     | 5     | RN    |
| 3    | Yuliya Yefimova     | Rusia          | 30,40  | 2     | 4     |       |
| 4    | Amanda Reason       | Canadá         | 30,42  | 2     | 3     |       |
| 5    | Kasey Carlson       | Estados Unidos | 30,46  | 1     | 4     |       |
| 6    | Rebecca Soni        | Estados Unidos | 30,56  | 2     | 6     |       |
| 7    | Tarnee White        | Australia      | 30,80  | 1     | 6     |       |
| 8    | Valentina Artemyeva | Rusia          | 30,92  | 2     | 7     |       |
| 8    | Annamay Pierse      | Canadá         | 30,92  | 2     | 2     |       |
| 10   | Lowri Tynan         | Reino Unido    | 31,03  | 1     | 8     |       |
| 11   | Kerstin Vogel       | Alemania       | 31,04  | 1     | 3     |       |
| 12   | Katharina Stiberg   | Noruega        | 31,09  | 2     | 1     | RN    |
| 13   | Sophie de Ronchi    | Francia        | 31,12  | 1     | 2     |       |
| 14   | Roberta Panara      | Italia         | 31,16  | 1     | 1     |       |
| 15   | Georgia Holderness  | Reino Unido    | 31,25  | 1     | 7     |       |
| 16   | Katja Lehtonen      | Finlandia      | 31,37  | 2     | 8     |       |

#### Swim-off
| Pos. | Nombre              | País   | Tiempo | Calle | Notas |
| ---- | ------------------- | ------ | ------ | ----- | ----- |
| 1    | Annamay Pierse      | Canadá | 30,98  | 5     |       |
| 2    | Valentina Artemyeva | Rusia  | 30,99  | 4     |       |

### Final
| Pos.              | Nombre          | País           | Tiempo | Calle | Notas |
| ----------------- | --------------- | -------------- | ------ | ----- | ----- |
| Medalla de oro    | Yuliya Yefimova | Rusia          | 30,09  | 3     | RM    |
| Medalla de plata  | Rebecca Soni    | Estados Unidos | 30,11  | 7     | AM    |
| Medalla de bronce | Sarah Katsoulis | Australia      | 30,16  | 4     | OC    |
| 4                 | Moniek Nijhuis  | Países Bajos   | 30,46  | 5     |       |
| 5                 | Annamay Pierse  | Canadá         | 30,53  | 8     |       |
| 6                 | Kasey Carlson   | Estados Unidos | 30,65  | 2     |       |
| 7                 | Amanda Reason   | Canadá         | 30,67  | 6     |       |
| 8                 | Tarnee White    | Australia      | 30,91  | 1     |       |